# ペレヤスラヴリ・ザレスキー公
ペレヤスラヴリ・ザレスキー公（ペレヤスラヴリ公）（ロシア語: князь Переяславль-Залесский（Князь переяславский））とは、12世紀後半から14世紀初頭にルーシの北東地方（ウラジーミル大公国領域）に存在したペレヤスラヴリ・ザレスキー公国の君主の称号である（「公」はクニャージからの訳出による）。公・公国の名は、その中心都市だったペレヤスラヴリ・ザレスキー（現ペレスラヴリ・ザレスキー）による。

## ペレヤスラヴリ・ザレスキー公の一覧
- フセヴォロド・ユーリエヴィチ - 在位：1175年 - 1176年[要出典]
- ヤロスラフ・ムスチスラヴィチ - 在位：1176年[1]
- ヤロスラフ・フセヴォロドヴィチ - 在位：1212年 - 1236年[1]
- アレクサンドル・ヤロスラヴィチ - 在位：1238年 - 1256年[1] / 1264年[2][注 1]
- ドミトリー・アレクサンドロヴィチ- 在位：1264年 - 1294年[1]
- アンドレイ・アレクサンドロヴィチ - 在位：1293年[要出典]
- フョードル・ロスチスラヴィチ(ru) - 在位：1293年 - 1294年[要出典]
- イヴァン・ドミトリエヴィチ(ru) - 在位：1294年 - 1302年[1]

1302年、モスクワ大公国に併合